# Canoa/kayak ai Giochi della XXVIII Olimpiade - K1 1000 metri maschile

## Batterie
Hanno partecipato alle batterie di qualificazione 25 atlete, suddivisi in 3 batterie di qualificazione: i primi di ogni batteria si sono qualificati direttamente per la finale e i successivi sei per le semifinali; di conseguenza solamente 4 atleti sono stati eliminati al primo turno.
23 agosto 2004
| Posizione | Atleta                 | Paese         | Tempo       |
| --------- | ---------------------- | ------------- | ----------- |
| 1         | Ben Fouhy              | Nuova Zelanda | 3:26.064 QF |
| 2         | Roland Kökény          | Ungheria      | 3:27.904 QS |
| 3         | Adam Seroczyński       | Polonia       | 3:28.464 QS |
| 4         | Javier Correa          | Argentina     | 3:28.492 QS |
| 5         | Róbert Erban           | Slovacchia    | 3:30.576 QS |
| 6         | Alan van Coller        | Sudafrica     | 3:32.516 QS |
| 7         | Jernej Zupancic Regent | Slovenia      | 3:32.552 QS |
| 8         | Apostolos Papandreou   | Grecia        | 3:41.664    |
| 9         | Tony Lespoir           | Seychelles    | 4:17.128    |

| Posizione | Atleta             | Paese       | Tempo       |
| --------- | ------------------ | ----------- | ----------- |
| 1         | Tim Brabants       | Regno Unito | 3:24.412 QF |
| 2         | Adam van Koeverden | Canada      | 3:24.984 QS |
| 3         | Roei Yellin        | Israele     | 3:34.036 QS |
| 4         | Andrey Shkiotov    | Russia      | 3:35.708 QS |
| 5         | Andrea Facchin     | Italia      | 3:36.492 QS |
| 6         | Simon Faeh         | Svizzera    | 3:41.392 QS |
| 7         | Benjamin Lewis     | Stati Uniti | 3:43.052 QS |
| 8         | Danila Turchin     | Uzbekistan  | 3:48.140    |

| Posizione | Atleta               | Paese      | Tempo       |
| --------- | -------------------- | ---------- | ----------- |
| 1         | Eirik Verås Larsen   | Norvegia   | 3:25.150 QF |
| 2         | Nathan Baggaley      | Australia  | 3:29.414 QS |
| 3         | Emanuel Silva        | Portogallo | 3:29.854 QS |
| 4         | Björn Goldschmidt    | Germania   | 3:31.310 QS |
| 5         | Sebastian Cuattrin   | Brasile    | 3:36.506 QS |
| 6         | Bâbak Amir-Tahmasseb | Francia    | 3:36.882 QS |
| 7         | Romas Petrukanecas   | Lituania   | 3:37.758 QS |
| 8         | Liu Haitao           | Cina       | 3:38.522    |

## Semifinali
I primi tre atleti di ogni semifinale si sono qualificati per la finale.
25 agosto 2004
| Posizione | Atleta             | Paese      | Tempo       |
| --------- | ------------------ | ---------- | ----------- |
| 1         | Nathan Baggaley    | Australia  | 3:28.417 QF |
| 2         | Björn Goldschmidt  | Germania   | 3:29.561 QF |
| 3         | Roei Yellin        | Israele    | 3:30.005 QF |
| 4         | Adam Seroczyński   | Polonia    | 3:30.201    |
| 5         | Alan van Coller    | Sudafrica  | 3:32.893    |
| 6         | Róbert Erban       | Slovacchia | 3:33.481    |
| 7         | Andrey Shkiotov    | Russia     | 3:35.349    |
| 8         | Simon Faeh         | Svizzera   | 3:37.569    |
| 9         | Romas Petrukanecas | Lituania   | 3:39.493    |

| Posizione | Atleta                 | Paese       | Tempo       |
| --------- | ---------------------- | ----------- | ----------- |
| 1         | Adam van Koeverden     | Canada      | 3:27.502 QF |
| 2         | Roland Kökény          | Ungheria    | 3:29.134 QF |
| 3         | Emanuel Silva          | Portogallo  | 3:29.942 QF |
| 4         | Javier Correa          | Argentina   | 3:31.934    |
| 5         | Bâbak Amir-Tahmasseb   | Francia     | 3:32.582    |
| 6         | Jernej Zupancic Regent | Slovenia    | 3:35.050    |
| 7         | Sebastien Cuattrin     | Brasile     | 3:37.682    |
| 8         | Andrea Facchin         | Italia      | 3:39.510    |
| 9         | Benjamin Lewis         | Stati Uniti | 3:47.426    |

## Finale
27 agosto 2004
| Posizione | Atleta             | Paese         | Tempo    |
| --------- | ------------------ | ------------- | -------- |
|           | Eirik Verås Larsen | Norvegia      | 3:25.897 |
|           | Ben Fouhy          | Nuova Zelanda | 3:27.413 |
|           | Adam van Koeverden | Canada        | 3:28.218 |
| 4         | Nathan Baggaley    | Australia     | 3:28.310 |
| 5         | Tim Brabants       | Regno Unito   | 3:30.552 |
| 6         | Roland Kökény      | Ungheria      | 3:31.121 |
| 7         | Emanuel Silva      | Portogallo    | 3:33.862 |
| 8         | Björn Goldschmidt  | Germania      | 3:34.381 |
| 9         | Roei Yellin        | Israele       | 3:43.485 |